# Двосмислени опажаји
Двосмислени опажај (такође и двосмислене слике или реверзибилне фигурe) јесу визуелне форме које стварају двосмисленост искоришћавањем графичких сличности и других својстава интерпретације визуелног система између два или више различитих облика слике. Они су познати по томе што изазивају феномен мултистабилне перцепције. Мултистабилна перцепција је појава слике која може да пружи вишеструке, иако стабилне перцепције.

## Примери двосмислених слика
Један од најранијих примера ове врсте је илузија зеца и патке, која је први пут објављена у Fliegende Blätter, немачком часопису за хумор. Други класични примери су Рубинова ваза и цртеж „Моја жена и моја свекрва“, последњи датира са немачке разгледнице из 1888.
Двосмислене слике су важне за поље психологије јер су често истраживачки алати који се користе у експериментима. Постоје различити докази о томе да ли се двосмислене слике могу ментално представити, али већина истраживања теоретизира да менталне слике не могу бити двосмислене.

## Галерија
- Каница троугао.
- Моја жена и моја ташта.
- Рубинова ваза.